# علامة استدامة

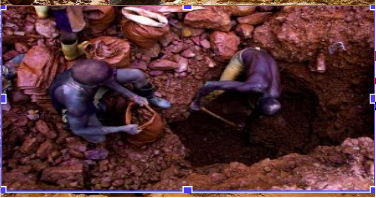
المعادن النزاعية (Conflict Minerals) وأثرها على الاستدامة في سلاسل التوريد وعلامات الاستدامة

علامات الاستدامة هي منتجات وخدمات مصممة للدلالة على قيمة مضافة خاصة تخص الفوائد البيئية والاجتماعية للعميل وبالتالي فإنها تسمح بالتميز عن المنافسين.

## لمحة عامة
صناعة علامات استدامة هي عملية خلق هوية لمنتج معين أو خدمة معينة أو شركة معينة تعكس قيمة مضافة خاصة بالفوائد البيئية والمجتمعية، والمحافظة على تلك الهوية. تعتبر العلامة علامة استدامة فقط إذا أثبتت أنها قادرة أن تحمل فوائد استدامة ملحوظة من قبل العميل ومناسبة له. يجب على علامة الاستدامة أن تملك ثقافة متكاملة للنجاح. ينطوي السر في الوصول إلى علامة مستدامة على تحقيق الثقة بين المستهلك والعلامة التجارية، فقط عند تحقيق هذه الثقة يمكن للعلامة المستدامة فعلًا توليد عرض بيع فريد، وجني ثماره.
في مقابل مصطلح العلامات الخضراء التي تركز بشكل رئيسي على الممارسات التجارية الصحيحة بيئيًّا، فإن علامات الاستدامة تتطرق، بالإضافة إلى ذلك، إلى البعد الاجتماعي لتوفير المنتجات والخدمات. ينطوي هذا -من بين أشياء أخرى- على قضايا الصحة والسلامة الناتجة عن الاستخدام المباشر أو غير المباشر للمستخدم (مستوى الاستهلاك) وكذلك الشروط التي ينتج وفقها منتج معين (مستوى الإنتاج). تعتبر كل من الحماية الفيزيائية وسلامة الأشخاص في العمل (أي الموظفين والعمال في سلاسل التوريد) مؤشرات هامة لعلامات الاستدامة وتسويق الاستدامة بشكل عام، وتخلص إلى المحصلة الثلاثية التي تتألف من الاستدامة البيئية والاجتماعية (الإنصاف) والمالية (الاقتصادية).
تستطيع العلامة التجارية استثارة مشاعر إيجابية أو سلبية، وخاصة في سياق القضايا البيئية والاجتماعية الحساسة. كلما كانت الانطباعات والمشاعر إيجابية تجاه علامة ما، كلما ارتفعت احتمالية الولاء والانتماء بين المستهلكين. بالتالي فإنه من الضروري في تسويق الاستدامة بناء علامات تجارية قوية. بفعل ذلك، تواجه الشركات قرارات بعيدة التأثير في مجالات تموضع العلامة التجارية (2)، واختيار اسم علامة الاستدامة (2)، وتطوير علامة الاستدامة (3)، من أجل خلق وبناء علامات استدامة يرفقها المستهلكون بقيمة مضافة اجتماعية وبيئية.
يجب وضع (وقراءة) ادعاءات التسويق البيئي على المنتجات والعلب بحذر. يمكن أن تكون عناوين التلميع الأخضر للسمعة التي تكون مبهمة مثل منتج أخضر أو تعبئة خضراء أو صديق للبيئة مضللة دون تعريف محدد. توفر بعض الهيئات الناظمة كمفوضية التجارة الفدرالية في الولايات المتحدة الأمريكية توجيهات بهذا الخصوص.

## علامات الاستدامة في مقابل العلامات المستدامة
بما أنه من الممكن لصفة «مستدام» أن تحمل معنى العلامات ذات النجاح طويل الأمد، وهو ما يشير إلى استمرارية الميزة التنافسية دون أي إشارة محددة إلى التزام العلامة بأهداف الاستدامة، يجب استخدام مصطلح «علامات الاستدامة» لتجنب أي لبس. وإن كان الفرق صغير، فإن المصطلح الأخير يؤكد بوضوح على معنى العلامات التي بنت صورة العلامة التجارية على الممارسات التجارية المستدامة التي يقدرها المستهلكون. كثيرًا ما يشار إلى علامات الاستدامة في مجال تسويق الاستدامة.